# Хозилампи
Хозилампи — озеро на территории Лендерского сельского поселения Муезерского района Республики Карелия.

## Общие сведения
Площадь озера — 0,5 км².
Форма озера продолговатая, вытянуто с запада на восток. Берега озера каменисто-песчаные, местами заболоченные.
Через озеро протекает безымянная река, несущая воды из озёр Сарки, Конгелоярви, Корбилампи и некоторых других озёр и втекающая в озеро Шаверки, откуда вытекает река Шаверка, втекающая в реку Хаапайоки.
Рядом с озером проходит грунтовая автомобильная дорога местного значения 86К-169 («86К-7 — 86К-174»).
Код водного объекта в государственном водном реестре — 01050000111102000011257.